# Per resistere al tuo fianco
Per resistere al tuo fianco è il quarto album in studio del gruppo musicale italiano La Municipàl pubblicato il 18 giugno 2021.

## Tracce
Testi e musiche di Carmine Tundo.
1. Per resistere al tuo fianco (strumentale) – 2:07
2. Per resistere alle mode – 3:43
3. Se io fossi come te cambierei il mondo – 3:15
4. La terza stagione di Dark – 3:11
5. Finisce qui – 2:59
6. L'Orsa Maggiore – 3:19
7. Al Diavolo – 2:36
8. Quando crollerà il governo – 3:45
9. Fuoriposto – 2:26
10. Canzone d'addio – 3:34
11. Che cosa me ne faccio di noi – 3:18